# Зварювальний трансформатор

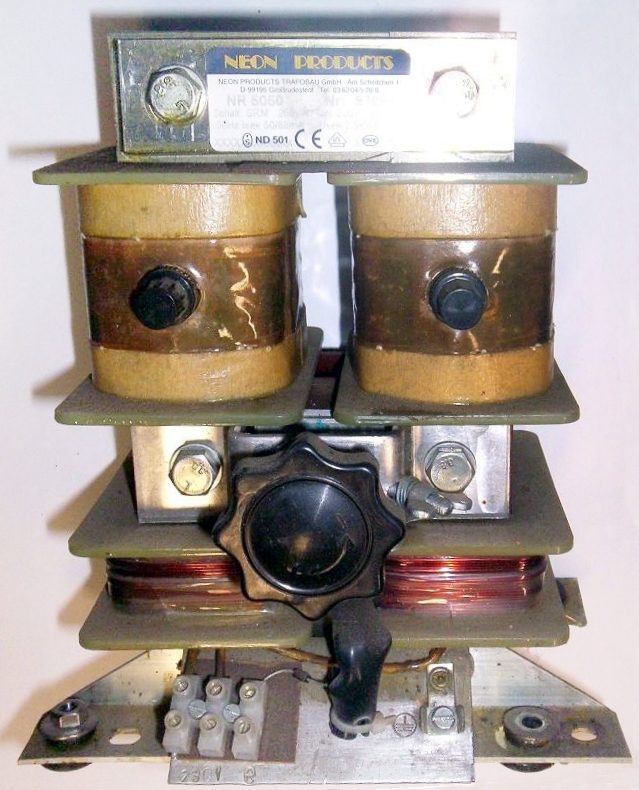
Німецький малопотужний зварювальний трансформатор з регулюванням струму й напруги зміною зазору реактивної котушки на спільному сердечнику

Зварювальний трансформатор — трансформатор, який перетворює змінний струм однієї напруги в змінний струм іншої напруги тієї ж частоти і служить для живлення зварювальної дуги.

## Принцип роботи
Енергія в трансформаторі перетворюється за рахунок змінного магнітного поля і використання необхідної кількості витків на первинній і вторинній обмотках, розташованих на магнітопроводі. Магнітопроводом називається сердечник, виконаний з трансформаторної сталі, котра є тонколистною і низьковуглецевою. Її магнітопроводимість і визначає вагу зварювального трансформатора.
Для надійного запалювання дуги вторинна напруга зварювальних трансформаторів повинна бути не менш 60—65 В; напруга дуги при ручному зварюванні звичайно не перевищує 20—30 В.
Для зварювання змінним струмом широко застосовують однофазні трансформатори, які знижують напругу з 220 В до величини не більше 70 В. У промисловості найчастіше використовують трифазні зварювальні трансформатори, де напруга у 360 В понижається також до величини не більше 70 В. Інколи бувають і двофазні (з'єднані дві фази по 220 В) зварювальні трансформатори (зазвичай саморобні), які понижують напругу з 380 В до 70 В. Вони усі відрізняються між собою принципово тільки величиною коефіцієнту перетворення напруги й струму, внаслідок різниці у вхідних напругах і відповідно і в побудові первинної обмотки; в трифазних є три первинні обмотки, а в однофазних і двофазних є тільки одна первинна обмотка, тільки з тією відмінністю, що витків на цій обмотці в двофазних є більше, відповідно з вольтажем, у перших 220 В, а в других 380 В.
Вольт-амперна характеристика вторинного кола цих трансформаторів, тобто залежність між величиною зварювального струму і напругою, повинна забезпечувати ведення сталого зварювального процесу, враховує статичну характеристику зварювальної дуги.
Наявність індуктивного опору необхідної розрахункової величини забезпечує в трансформаторах стабілізацію дуги і її відновлення при частій зміні полярності змінного струму.

## Завантаження трансформатора
Специфіка роботи зварювального трансформатора полягає в тому, що його навантаження непостійне. Зазвичай вважають, що частка часу роботи під навантаженням у циклі, що складається з власне зварювання і паузи, не перевищує 60 %. Для побутових зварювальних трансформаторів нерідко приймають ще меншу величину — 20 %, що дозволяє без значного погіршення теплового режиму збільшити щільність струму в обмотках трансформатора і зменшити площу вікна його магнітопроводу, необхідну для розміщення обмоток.
При зварювальному змінному струмі і без примусового охолодження вважають допустимою щільність струму в мідній обмотці 8 А/мм2, в алюмінієвій — 5 А/мм2 (а при завантажені у 60 % допустима щільність струму є меншою в міді 5 А, а в алюмінію 3 А). При постійному струмі зварювального трансформатора допустима щільність струму збільшується на 30—40 %. На трифазних трансформаторах можна збільшити частоту струму до 150–300 Гц, тому і це може підвищувати допустиму щільність струму на вторинній обмотці. Як і встановленням на зварювальних трансформаторах конденсаторів і дроселів.

## Регулювання потужності
На практиці одним і тим зварювальним трансформатором доводиться зварювати метал різної товщини і провадити зварювання різними за діаметром електродами, що вимагає і регулювання потужності трансформатора, аби виконувати зварюваний шов належним чином. Тому використовують різні способи регулювання потужності:
- Зміною зазору на реактивній котушці, котра встановлюється на окремому магнітопроводі, або додається до магнітопроводу трансформатора у вигляді букви «П». На реактивну котушку намотується той вихід вторинної обмотки, котрий йде на «масу».
- Переміщенням вторинної котушки по стержнях магнітопроводу. Це використовується в основному на трифазних трансформаторах. Що далі вторинна котушка від первинної, то менша потужність трансформатора.
- Додаванням на первинну обмотку додаткових відводів через кожних 5—10 витків. Таких відводів може бути від 2 до 12. Тобто, коли на трансформаторі за розрахунком має бути наприклад 180 витків, то на 180 витку робиться перший відвід, на підключенні до котрого і буде максимальна потужність, а усі додаткові витки і відводи будуть тільки зменшувати струм і напругу. І повний спектр регулювання можна буде досягнути додаванням до тих 180 основних витків ще 60—80 витків з не менш як 6—8 відводами (що більше, то краще). Такий спосіб регулювання виконують за допомогою багатоступінчатого перемикача фаз або шляхом перекладання з'єднання підключення до різних відводів.
- Бувають ще і саморобні способи регулювання потужності зварювального трансформатора, зокрема додаванням на вхід первинної обмотки потужного реостата з ніхромовою спіраллю, або додаванням на «масу» вторинної обмотки 6,5-мм катанки довжиною у 2 метри, змотаної у спіраль, до котрої на потрібній довжині під'єднують кабельне з'єднання зі зварювальним металом (чим довша довжина катанки на під'єднанні, тим менша потужність трансформатора), це щось подібне на реостат з підручних матеріалів. Але з таким регулюванням незручно працювати і додатково небезпечно, бо ці спіралі дуже сильно нагріваються. Але негативно на якість зварювальних робіт це не впливає (регулювання таки відбувається) і люди звикають й до таких умов праці в побуті.[2]

## Розрахунок зварювального трансформатора
Загалом зварювальний трансформатор розраховується як і кожен інший електричний трансформатор, на базі формул «ідеального трансформатора», тобто без урахування втрат напруги і струму в самому трансформаторі:
{\displaystyle U_{2}={\frac {N_{2}}{N_{1}}}\cdot U_{1}} ;
{\displaystyle I_{2}={\frac {N_{1}}{N_{2}}}\cdot I_{1}} ;
{\displaystyle {U_{1}\cdot I_{1}}={U_{2}\cdot I_{2}}} ;
{\displaystyle U_{eff}={{\sqrt {2}}\cdot \pi \cdot {\widehat {B}}\cdot A\cdot f\cdot N}\!\approx 4{,}44\cdot {\widehat {B}}\cdot A\cdot f\cdot N} ;
{\displaystyle \gamma =N_{1}/N_{2}} ;
{\displaystyle {\begin{pmatrix}{I_{2}}\\{U_{2}}\end{pmatrix}}={\begin{pmatrix}{\gamma }&{0}\\{0}&{\frac {1}{\gamma }}\end{pmatrix}}{\begin{pmatrix}{I_{1}}\\{U_{1}}\end{pmatrix}}} ;
де
U1 — напруга первинної обмотки (В);
U2 — напруга вторинної обмотки (В);
I1 — струм первинної обмотки (А);
I2 — струм вторинної обмотки (А);
N1 — число витків первинної обмотки;
N2 — число витків вторинної обмотки;
Ueff — індукція магнітного потоку;
{\displaystyle {\widehat {B}}} — щільність магнітного потоку для матеріалу магнітопроводу;
{\displaystyle \gamma } — коефіцієнт трансформації;
A — площа перерізу магнітопроводу;
f — частота струму (Гц);
N — число витків ;
k = 4,44, для однофазної напруги k = 4, для трифазної напруги k = 4,62.

А потім проводять його експериментальне випробування, де визначаються реальні втрати на підставі чого і визначають додаткові коефіцієнти для більш точного розрахунку трансформатора й для вдосконалення його конструкції.
Характерним для зварювального трансформатора є переривистий режим роботи з різким переходом від холостого ходу до короткого замикання. Тому зовнішня характеристика повинна бути різко падаючою, що досягається внаслідок підвищеної індуктивності обмоток. Це досягається на практиці розміщенням обмоток на різних частинах магнітопроводу (принаймні часткове, зазвичай половину вторинної обмотки намотують на другій половині магнітопроводу, а решту обмотки рівномірно поверх первинної обмотки) і визначенням гранично мінімального числа витків первинної обмотки. Так при саморобному виконані зварювального трансформатора, коли розрахункова кількість витків відповідає кількості вольт (наприклад 220), то мотають 170 витків первинної обмотки і випробовують чи він буде працювати тривалий час (без нагрівання) при холостому ході, будучи підключеним через автомат у 2-6А, коли ні то домотують ще 5—10 витків, і так доти доки автомат не буде вибивати і не буде грітися обмотка. А потім, коли виконаний монтаж первинної обмотки, мотають на місці вторинної 10 витків тонкого проводу, підключають первинну обмотку до мережі, і заміряють вольти на тих 10 витках, аби експериментально визначити, скільки буде потрібно витків на вторинній обмотці аби там було 70В, а вже тоді мотають вторинну обмотку проводом належного перерізу.
На зварювальних трансформаторах використовують магнітопровід у стержневому (прямокутному) і тороїдальному (круглому) вигляді.
В перших (прямокутних) зазвичай січенням 30—60 см2, а в тороїдальних (круглих) січенням 25—45 см2. Бо в перших аби один виток обмоток відповідав одному вольту потрібно січення у 45 см2, а в других для цього достатньо свчення у 35 см2. Тороїдальні трансформатори роблять легшими але їх важче намотувати в промислових умовах, через високу частку ручної роботи. Первинна обмотка виконується мідним проводом січення 2—6 мм2, або алюмінієвим проводом січення 4—10 мм2. Вторинна обмотка виконується проводом січення у 5—6 разів більшому як первинна обмотка; 10—30 мм2 у міді або 20—60 в алюмінію.
Що стосується кількості витків на обмотках зварювального трансформатора то це залежить від площі перерізу і форми магнітопроводу. Наприклад, у тороїдальному магнітопроводі, січеням у 35 см2, на первинній буде близько 180 витків, а на вторинній 70 витків. А на стержневому (прямокутному) магнітопроводі така кількість витків обмоток буде тільки при січенні магнітопроводу у 45 см2.